# Psychoda acanthostyla
Psychoda acanthostyla és una espècie d'insecte dípter pertanyent a la família dels psicòdids que es troba a Borneo, Sri Lanka, Taiwan, l'Índia, Malàisia, les illes Filipines (Luzon, Negros i Mindanao), les illes Ryukyu, la Micronèsia, Nova Irlanda i Nova Guinea.